# Fourchette à gâteau

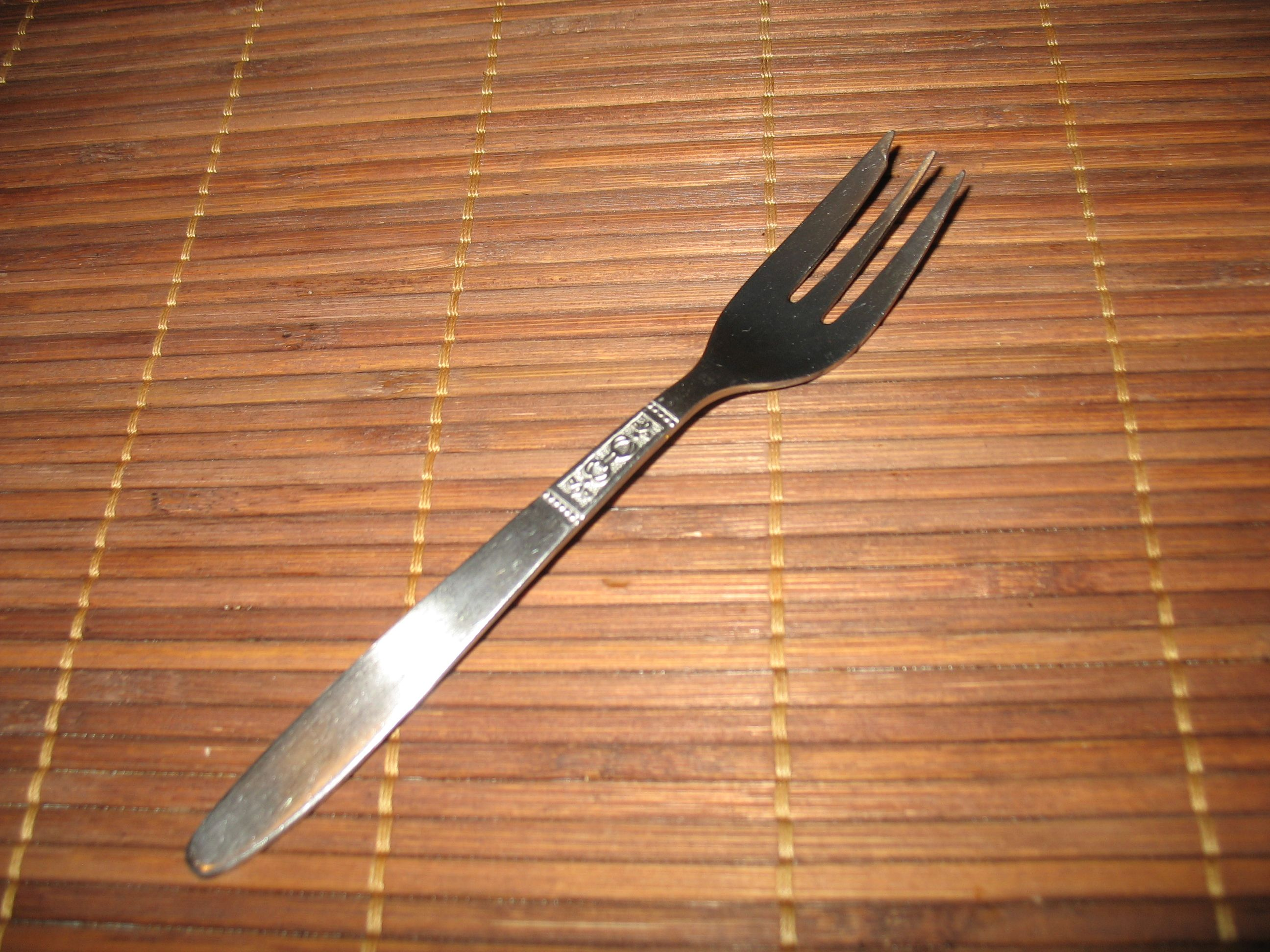
Fourchette à gâteau.

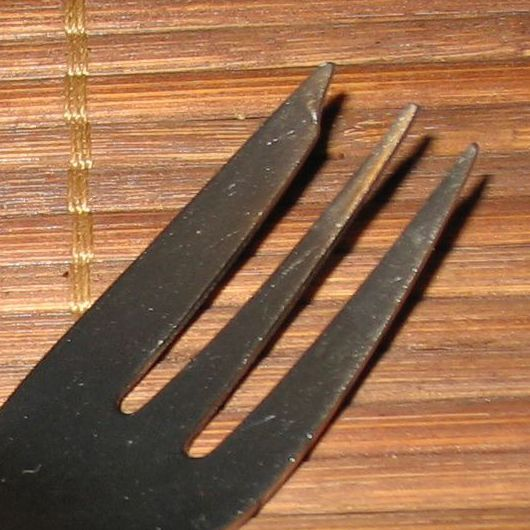
La dent de gauche fait également office de tranchant, permettant de ne pas utiliser un couteau.

La fourchette à gâteau ou Kuchengabel est une fourchette à 3 dents, conçue pour manger la pâtisserie.
Elle peut être distinguée de la fourchette à dessert qui, elle, comporte 4 dents toutes identiques [réf. souhaitée].